# Château d'Apcher
O Château d'Apcher é um castelo em ruínas na comuna de Prunières, no departamento de Lozère, na França. O castelo foi erguido no século XI.
Está classificado desde 1983 como monumento histórico pelo Ministério da Cultura da França.